# Moriba Koïta
 (mai 2019).
Pour les articles homonymes, voir Koïta (homonymie).
Moriba Koïta est un griot et musicien malien mort le 22 septembre 2016. Surnommé « le Virtuose », c'était un joueur de n'goni, une guitare traditionnelle malienne.

## Biographie

### Origines et débuts
Moriba Koïta est originaire du village de Kénékoun dans la région de Koulikoro, situé à 55 km de Bamako. Il est issu d’une famille de griots. Dès l’âge de 4 ans, il est initié par son père au tama (percussion d’aisselle), puis au n'goni, deux instruments majeurs joués par les griots.

### Carrières
Initié à la musique traditionnelle malienne et au griot depuis son plus jeune âge, il est sélectionné par le Ministère des Arts et de la Culture pour intégrer l’Ensemble instrumental national du Mali, qui a pour mission de prospecter, répertorier et mettre en valeur l’héritage du Mali dans le domaine de la musique et de la chanson. Il s'y produit durant 12 années. Sa maîtrise du « n'goni Ba » (n'goni basse) comme du « n'goni Micin » (n'goni aigu) lui vaut, par la suite, de s'installer parmi les grands noms de la musique malienne en collaborant notamment avec des artistes tels que Salif Keïta, les deux Fanta Damba, Kassé Mady Diabaté, Oumou Kouyaté, Amy Koita, Nahawa Doumbia ou encore Kandia Kouyaté.

### Collaborations internationales, concerts et festivals
En 1993, il s'installe à Paris et accompagne des artistes maliens, mais aussi des musiciens français. Il collabore lors d’Africolor 2008 avec le groupe Moriarty ou pour Africolor 2009 avec le Quatuor Bela, ensemble à cordes de musique contemporaine.
Manu Dibango, Mory Kanté, Salif Keïta, Nayanka Bell, Sekouba Bambino Diabaté, Cheick Tidiane Seck & Hank Jones, Dee Dee Bridgewater, Youssou N'Dour, Mamani Keita… ont travaillé avec le « Virtuose du n'goni »[réf. nécessaire].
Il fonde l'ensemble mandingue, le « Mande Foli » qui rassemblait la danse, les chants, et tous les instruments traditionnels du Mali, puis le groupe traditionnel Sorotoumou, avec lequel il a enregistré son premier album, Sorotoumou. Il se produit également en solo, racontant les joies et les peines de la vie quotidienne, les hauts faits de l'histoire bambara, ou la toute-puissance de Dieu.

### Décès
Moriba Koïta meurt le 22 septembre 2016 à Villeneuve-Saint-Georges, jour anniversaire de l'indépendance du Mali, victime d'un AVC.

## Discographie
- 1995 : Sorotoumou (Mélodie Label)
- 1995 : Sarala, avec Hank Jones et Cheick Tidiane Seck (Verve)
- Songs Of Praise, avec Amy Koita (Stern's)
- 2004 : Waraba, avec Jean-Jacques Avenel (Songlines)
- 2006 : Yèlèma, avec Mamani Keïta (Nicolas Repac No Format/Universal Jazz)
- 2006 : Red Earth, avec Dee Dee Bridgewater (Emarcy)